# Агирре, Каролина
Каролина Агирре (исп. Carolina Aguirre; род. 29 января 1996, Гуаякиль) — колумбийская лучница, выступающая в соревнованиях по стрельбе из олимпийского лука. Участница Олимпийских игр 2016 года.

## Карьера
Каролина Агирре родилась 29 января 1996 года.
Каролина Агирре выиграла серебряную медаль на Кубке Аризоны 2016 года. Она также участвовала в тестовых соревнованиях на арене, где должны пройти Олимпийские игры 2016 года, где стала шестой.
Женская сборная Колумбии получила три места на Олимпийских играх 2016, и помимо опытных Аны Рендон и Наталии Санчес в Рио-де-Жанейро поехала 20-летняя Каролина Агирре. В женском командном турнире колумбийки уже в первом раунде проиграли сборной Индии со счётом 3:5. При этом после первых трёх сетов счёт был равным, и в ходе четвёртого колумбийки имели большой шанс выиграть и пройти дальше, но Агирре последним, решающим выстрелом попала только в 3 очка. В индивидуальном турнире в рейтинговом раунде Каролина заняла 52-е место с 605 очками и попала на 13-ю сеяную Гвендалину Сартори из Италии в первом матче плей-офф. Не сумев взять ни одного сета, Агирре проиграла и завершила выступления на Олимпиаде.